# Six Ugly
Six Ugly è il secondo mini-album della band visual kei giapponese dei Dir En Grey, uscito il 31 luglio 2002.

## Tracce
1. "Mr. Newsman" - 3:52 (Kyo - Die)
2. "Ugly" - 4:54 (Kyo - Shinya)
3. "Hades" - 3:24 (Kyo)
4. "Umbrella" - 4:06 (Kyo - Shinya)
5. "Children" - 4:01 (Kyo - >Die)
6. "Byou Shin" (秒｢｣深) - 5:37 (Kyo - Kaoru)